# فريدريش فون اديلونغ
فريدريش فون اديلونغ (بالألمانية: Friedrich von Adelung)‏ (* 25 شباط 1768 في شتتين، † 30 حزيران 1843 في سانت بطرسبرغ) كان حقوقياً وفيلسوفًا ألمانو-روسي.
قريب يوهان كريستوف اديلونغ، درس الحقوق والفلسفة في جامعة لايبتزج. عاش في ريغا وميتاو وسانت بطرسبرغ كما عمل في أماكن عديدة. عين عام 1801 مديرًا للمسرح الألماني في سانت بطرسبرغ.